# 1968 (альбом)
| Оценки критиков   | Оценки критиков |
| Источник          | Оценка          |
| ----------------- | --------------- |
| AllMusic          | [ 1 ]           |
| Forces Parallèles | [ 2 ]           |

1968 — седьмой студийный альбом французской певицы Франс Галль, выпущенный в январе 1968 года на лейбле Philips Records. Альбом, выпущенный на закате эпохи йе-йе, отличается психоделическим звучанием, на которое повлияли Beatles периода Revolver и Sgt. Pepper’s Lonely Hearts Club Band.

## Список композиций
| №  | Название                             | Текст песни                   | Музыка          | Длительность |
| -- | ------------------------------------ | ----------------------------- | --------------- | ------------ |
| 1. | «Toi que je veux»                    | Жан-Мишель Рива и Франк Томас | Джо Дассен      | 3:01         |
| 2. | «Chanson indienne»                   | Роберт Галль                  | Дэвид Уитакер   | 2:37         |
| 3. | «Gare à toi... Gargantua»            | Фредерик Боттон               | Фредерик Боттон | 2:13         |
| 4. | «Avant la bagarre»                   | Ральф Бернет                  | Гай Маджента    | 2:44         |
| 5. | «Chanson pour que tu m'aimes un peu» | Роберт Галль                  | Патрис Галль    | 2:26         |
| 6. | «Nefertiti»                          | Серж Генсбур                  | Серж Генсбур    | 2:24         |

| №  | Название                          | Текст песни                   | Музыка        | Длительность |
| -- | --------------------------------- | ----------------------------- | ------------- | ------------ |
| 1. | «La fille d'un garçon»            | Морис Видалин                 | Жак Датен     | 2:27         |
| 2. | «Bébé requin»                     | Жан-Мишель Рива и Фрэнк Томас | Джо Дассен    | 2:46         |
| 3. | «Teenie weenie boppie»            | Серж Генсбур                  | Серж Генсбур  | 3:00         |
| 4. | «Les yeux bleus»                  | Роберт Галль                  | Клод-Анри Вик | 2:34         |
| 5. | «Made in France»                  | Морис Видалин                 | Жак Датен     | 2:52         |
| 6. | «La petite» (дуэт с Морисом Биро) | Роберт Галль и Майя Симилль   | Гай Маджента  | 2:45         |